# Jundiá (ort)
Jundiá är en ort i Brasilien.   Den ligger i kommunen Jundiá och delstaten Alagoas, i den östra delen av landet, 1 500 km nordost om huvudstaden Brasília. Jundiá ligger 114 meter över havet och antalet invånare är 2 267.
Terrängen runt Jundiá är platt. Närmaste större samhälle är Colônia Leopoldina, 16,8 km väster om Jundiá.
Omgivningarna runt Jundiá är en mosaik av jordbruksmark och naturlig växtlighet. Runt Jundiá är det ganska glesbefolkat, med 32 invånare per kvadratkilometer.